# Пригода
Пригода (алб. Prigodë) је насеље у општини Исток на Косову и Метохији.

## Демографија
Насеље има албанску етничку већину, до 1999. године у селу је било око 78% Срба.
Број становника на пописима:
- попис становништва 1948. године: 343
- попис становништва 1953. године: 325
- попис становништва 1961. године: 367
- попис становништва 1971. године: 467
- попис становништва 1981. године: 702
- попис становништва 1991. године: 804